# Lima Challenger 2013
Il Lima Challenger 2013 è stato un torneo di tennis facente parte della categoria ATP Challenger Tour nell'ambito dell'ATP Challenger Tour 2013. È stata la 12ª edizione del torneo che si è giocato a Lima in Perù dall'11 al 17 novembre 2013 su campi in terra rossa e aveva un montepremi di $50,000+H.

## Partecipanti singolare

### Teste di serie
| Nazionalità | Giocatore        | Ranking* | Testa di serie |
| ----------- | ---------------- | -------- | -------------- |
| Argentina   | Horacio Zeballos | 58       | 1              |
| Argentina   | Guido Pella      | 94       | 2              |
| Spagna      | Pere Riba        | 127      | 3              |
| Argentina   | Martín Alund     | 130      | 4              |
| Argentina   | Facundo Argüello | 135      | 5              |
| Argentina   | Facundo Bagnis   | 140      | 6              |
| Argentina   | Guido Andreozzi  | 143      | 7              |
| Brasile     | Thomaz Bellucci  | 147      | 8              |

- Ranking al 4 novembre 2013.

### Altri partecipanti
Giocatori che hanno ricevuto una wild card:
- Sergio Galdós
- Jorge Panta
- Rodrigo Sánchez
- Juan Pablo Varillas Patino-Samudio

Giocatori che sono passati dalle qualificazioni:
- Pedro Cachín
- Mauricio Echazú
- Sergio Monges
- Cristóbal Saavedra-Corvalán

## Vincitori

### Singolare
Horacio Zeballos ha battuto in finale  Facundo Bagnis con il punteggio di 6(4)–7, 6–3, 6–3.

### Doppio
Andrés Molteni /  Fernando Romboli hanno battuto in finale  Marcelo Demoliner /  Sergio Galdós con il punteggio di 6–4, 6–4.